# The Gates
The Gates é uma produção americana de gênero realismo fantástico, drama, crime. Série de televisão que foi ao ar na rede ABC a partir de 20 de junho de 2010 a 19 de setembro de 2010. No Brasil estreou no canal Fox Brasil em 2 de fevereiro de 2011. Em Portugal a série é transmitida pela FOX.

## Enredo
Nick Monohan e sua família se mudam de Chicago para uma tranquila comunidade de luxo chamada de "The Gates", onde ele será Delegado de Polícia. Eles logo percebem que seus vizinhos não são o que parecem. "The Gates" está cheia de seres como vampiros, bruxas, lobisomens e uma succubus.

## Elenco
- Frank Grillo como Nick Monohan, o novo delegado de polícia de "The Gates".
- Marisol Nichols como Sarah Monohan, esposa de Nick.
- Travis Caldwell como Charlie Monohan, filho de Nick e Sarah.
- McKaley Miller como Dana Monohan, filha de Nick e Sarah.
- Luke Mably como Dylan Radcliff, um vampiro.
- Rhona Mitra como Claire Radcliff, uma vampira esposa de Dylan.
- Chandra West como Devon, uma bruxa e principal antagonista da série.
- Skyler Samuels como Andie Bates, uma Succubus.
- Colton Haynes como Brett Crezski, um lobisomem.
- Justin Miles como Marcus Jordan, um oficial de trabalho em "The Gates".
- Janina Gavankar como Leigh Turner, uma oficial de trabalho em "The Gates", que também tem um segredo dela própria sobre seu coração que está em uma caixa de vidro.

## Recepção

### Audiência televisiva nos Estados Unidos
| 1 | Domingo, 10:00 pm | 20 de junho, 2010 | 19 de setembro, 2010 | 2010 | — | 2.92 |

## Desenvolvimento e produção
O piloto da série foi escrito em janeiro de 2009, sendo considerada pela ABC para o decorrer de 2009-2010. Foi em outubro de 2009 que a ABC anunciou o desenvolvimento da série, que é uma co-produção internacional com a Fox Television Studios através de seu paradigma internacional. A permissão para o episódio 13 foi dependente de financiamento internacional para o projeto o que torna a série mais economicamente viáveis como um substituto de verão.
A escalação do elenco começou em janeiro de 2010. No início de fevereiro, anúncios do cast incluíam Frank Grillo em um papel de liderança, bem como Luke Mably, Janina Gavankar e Chandra West terem se juntado ao elenco. No final de março de 2010, informações diziam incluídos também na série, Marisol Nichols, Rhona Mitra nos papéis principais. Victoria Platt, Skyler Samuels e o estreante Justin Miles também foram lançados no projeto. Paul Blackthorne apareceu em um papel recorrente.
As filmagens começaram em Shreveport, Louisiana em 29 de março de 2010, e deveria continuar até agosto de 2010. Relatórios originais pela Variety sugeriram que a série poderia ser filmada no exterior, com uma outra saída que citam a América do Sul.

## Cancelamento
Logo após a primeira temporada, começaram os rumores de que o show não voltaria para a segunda temporada. Estes rumores foram reforçados por Frank Grillo, sugerindo que seu contrato não seria renovado. Em outubro de 2010, várias estrelas do show confirmaram o cancelamento da série e que não haveria a segunda temporada.